# فوميه

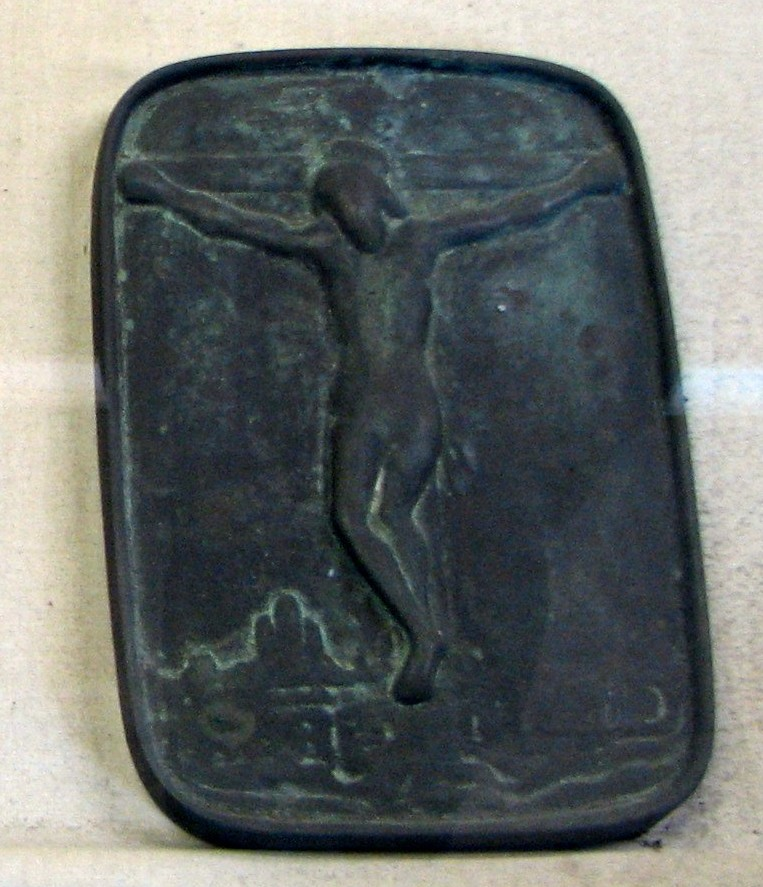
صورة المسيح على فوميه.

فوميه (باليابانية: 踏み絵 فوميه) وتعني حرفياً «اللوحة المداسة» كانت صورة على شكل المسيح أو مريم العذراء التي كان يطلب قوات حكومة توكوغاوا في اليابان في فترة إدو الأجانب المشتبه بانتمائهم للمسيحية بالدوس عليها لإثبات عدم انتمائهم لديانة كانت ممنوعة في اليابان. وكان يرسل الأشخاص الذين يرفضون الدوس على فوميه إلى ناغاساكي ليلقوام مصيرهم على أيدي شرطة حكومة إدو، وكان يعرض عليهم تغيير ديانتهم ومن رفض يعذب، وفي بعض الحالات تم تنفيذ بعض حالات الإعدام في جبل أونزن في ناغاساكي برمي بعض الأشخاص في فوهة البركان.
كان البعض يدوس على فوميه أمام المسؤولين ولكنه كان يصلي للرب لاستغفار ذنبه بعد العودة إلى منزله بالسر، وذلك لاعتقاد أن الإيمان الداخلي هو أهم من المظاهر والأفعال الخارجية.
بدأ استخدام فوميه مع اضطهاد المسيحية في ناغاساكي عام 1629. ومنع استخدامها رسمياً في الموانئ المفتوحة للأجانب في 13 أبريل 1856، إلا أن بعضها لا زالت تستخدم حتى بدأت فترة ميجي وأصبحت تعاليم المسيحية تحت الحماية الحكومية.
كانت فوميه تصنع عادة بحفر الحجر، وبعضها كانت على شكل رسوم مطبوعة أو بالحفر على الخشب، وكانت تصنع بعناية وتعكس المستوى الفني العالي الذي وصل له الفن الياباني في فترة إدو.
ذكرت فوميه في الجزء الثالث من رحلات جاليفر على أنه زار اليابان، وتمكن من تفادي الدوس على فوميه.